# Fechtweltmeisterschaften 1963
Die 18. Fechtweltmeisterschaft fand 1963 in Danzig statt. Es wurden acht Wettbewerbe ausgetragen, sechs für Herren und zwei für Damen.

## Herren

### Florett, Einzel
| Platz | Land | Sportler           |
| ----- | ---- | ------------------ |
| 1     | FRA  | Jean-Claude Magnan |
| 2     | POL  | Ryszard Parulski   |
| 3     | POL  | Egon Franke        |

### Florett, Mannschaft
| Platz | Land        | Sportler                                                                               |
| ----- | ----------- | -------------------------------------------------------------------------------------- |
| 1     | Sowjetunion | Mark Midler, Wiktor Schdanowitsch, German Sweschnikow, Juri Rudow, Juri Scharow        |
| 2     | Polen       | Egon Franke, Henryk Nielaba, Janusz Różycki, Ryszard Parulski, Witold Woyda            |
| 3     | Frankreich  | Guy Barrabino, Jacky Courtillat, Jean-Claude Magnan, Daniel Revenu, Pierre Rodocanachi |

### Degen, Einzel
| Platz | Land | Sportler      |
| ----- | ---- | ------------- |
| 1     | AUT  | Roland Losert |
| 2     | FRA  | Yves Dreyfus  |
| 3     | URS  | Guram Kostawa |

### Degen, Mannschaft
| Platz | Land       | Sportler                                                                              |
| ----- | ---------- | ------------------------------------------------------------------------------------- |
| 1     | Polen      | Ryszard Parulski, Henryk Nielaba, Bohdan Gonsior, Bohdan Andrzejewski, Jerzy Strzałka |
| 2     | Frankreich | Yves Dreyfus, Jacques Guittet, Armand Mouyal, Claude Bourquard, René Queyroux         |
| 3     | Ungarn     | Árpád Bárány, Tamás Gábor, István Kausz, Győző Kulcsár, Zoltán Nemere                 |

### Säbel, Einzel
| Platz | Land | Sportler           |
| ----- | ---- | ------------------ |
| 1     | URS  | Jakow Rylski       |
| 2     | POL  | Jerzy Pawłowski    |
| 3     | ITA  | Wladimiro Calarese |

### Säbel, Mannschaft
| Platz | Land        | Sportler                                                                         |
| ----- | ----------- | -------------------------------------------------------------------------------- |
| 1     | Polen       | Wojciech Zabłocki, Jerzy Pawłowski, Ryszard Zub, Andrzej Piątkowski, Emil Ochyra |
| 2     | Sowjetunion | Umjar Mawlichanow, Nugsar Assatiani, Mark Rakita, Jakow Rylski, Waleri Tschitnji |
| 3     | Ungarn      | Péter Bakonyi, Attila Kovács, Miklós Meszéna, Tibor Pézsa, József Szerencsés     |

## Damen

### Florett, Einzel
| Platz | Land | Sportlerin             |
| ----- | ---- | ---------------------- |
| 1     | HUN  | Ildikó Rejtő           |
| 2     | HUN  | Lídia Dömölky-Sákovics |
| 3     | HUN  | Katalin Juhász         |

### Florett, Mannschaft
| Platz | Land        | Sportlerinnen                                                                                    |
| ----- | ----------- | ------------------------------------------------------------------------------------------------ |
| 1     | Sowjetunion | Galina Gorochowa, Alexandra Sabelina, Alla Schepelewa, Diana Nikantschikowa, Tazzjana Samussenka |
| 2     | Ungarn      | Magda Nyári-Kovács, Katalin Juhász, Ildikó Rejtő, Lídia Dömölky-Sákovics, Katalin Szalontay      |
| 3     | Italien     | Bruna Colombetti, Giovanna Masciotta, Antonella Ragno, Natalina Sanguinetti                      |